# Miss Universo Filipinas
Miss Universo Filipinas (en inglés: Miss Universe Philippines) es un concurso de belleza y una organización que selecciona a la representante oficial de Filipinas para el concurso de Miss Universo.
La actual Miss Universo Filipinas es Ahtisa Manalo de Quezon, quien fue coronada el 2 de mayo de 2025 en el Mall of Asia Arena en Bay City, Pásay, Gran Manila, Filipinas.

## Historia
Desde 1964 hasta 2019, Binibining Pilipinas tenía la franquicia nacional de Miss Universo, en la que era responsable de seleccionar a las mujeres filipinas que representarían a Filipinas y competirían en el concurso anual de Miss Universo. Bajo Binibining Pilipinas, las representantes de Filipinas al concurso de Miss Universo fueron coronadas con el título de Binibining Pilipinas de 1964 a 1971 y Binibining Pilipinas Universo de 1974 a 2011. En 2012, la franquicia cambió el nombre del título Binibining Pilipinas Universo a Miss Universo Filipinas. El título se le otorgó por primera vez a Janine Tugonon durante la noche de coronación de Binibining Pilipinas 2012, y desde entonces se le ha otorgado continuamente a la ganadora anual de la competencia.
En diciembre de 2019, la franquicia de Miss Universo en Filipinas se otorgó oficialmente a un nuevo organismo organizador con Binibining Pilipinas Universo 2011 y tercera finalista de Miss Universo 2011, Shamcey Supsup-Lee como su directora nacional y Binibining Pilipinas Universo 2006, Lia Andrea Ramos como su jefa de empoderamiento de la mujer, allanando el camino para la creación de la nueva Organización Miss Universo Filipinas. Bajo la nueva organización, un concurso separado e independiente ahora es responsable de la selección de las futuras ganadoras de Miss Universo Filipinas a partir de 2020.

## Coronas
- Filipina (2020-2021) - Acertadamente llamado Filipina, una forma femenina de filipino, el tocado fue elaborado por la familia Villarica de Bulacán, una famosa familia filipina de joyeros conocida por su famosa cadena de casas de empeño Villarica, junto con un personal exclusivamente femenino. Los elementos de la corona son representaciones de cualidades, aspiraciones, valores y símbolos del pueblo filipino. El remolino de hojas representa a todas las mujeres que aspiran al éxito en «diferentes formas» pero aún conservan «los valores filipinos en sus corazones»; el diamante incrustado en cada hoja significa «el brillo» en la vida de las personas con las que se encuentra cada mujer; las perlas doradas de los mares del sur representan cuatro valores de creatividad, inteligencia, optimismo y temor de Dios; el zafiro, el rubí y el topacio se modelaron según los colores azul, rojo y amarillo de la bandera de Filipinas.[6][7] La corona tiene un valor estimado de 5 millones de pesos filipinos. (Cerca de cien mil dólares).[8]

- La Mer en Majesté (2022-presente) - Acertadamente traducida como «El mar en majestad», la corona rinde homenaje a su majestad, el mar, porque ella es la reina de los elementos. En ella están incrustadas las perlas doradas de los mares del sur, la joya nacional de Filipinas, «un símbolo radiante de la relación armoniosa entre el hombre y la naturaleza, que captura el espíritu mismo de los filipinos». La corona está fabricada por Jewelmer, una marca de joyería fina franco-filipina con sede en Filipinas.[9][10]

## Ganadoras

### Ganadoras y finalistas
| Año  | Ciudad/Provincia | Ganadora        | Edad | Ref.          |
| ---- | ---------------- | --------------- | ---- | ------------- |
| 2020 | Iloílo           | Rabiya Mateo    | 23   | [ 11 ] [ 12 ] |
| 2021 | Cebú             | Beatrice Gomez  | 26   | [ 13 ] [ 14 ] |
| 2022 | Pásay            | Celeste Cortesi | 24   | [ 15 ] [ 16 ] |
| 2023 | Macati           | Michelle Dee    | 28   | [ 17 ] [ 18 ] |
| 2024 | Mecabayan        | Chelsea Manalo  | 24   | [ 19 ]        |
| 2025 | Quezon           | Ahtisa Manalo   | 27   | [ 20 ]        |

### Miss Universo Filipinas
: Declarada como ganadora
     : Terminó como finalista
     : Terminó como una de las semifinalistas o cuartofinalistas
     : Terminó como ganadora de premios especiales
| Año  | Miss Universo Filipinas | Edad | Ciudad natal | Posición alcanzada | Premio(s) especial(es) | Ref.          |
| ---- | ----------------------- | ---- | ------------ | ------------------ | ---------------------- | ------------- |
| 2020 | Rabiya Mateo            | 24   | Iloílo       | Top 21             |                        | [ 21 ] [ 22 ] |
| 2021 | Beatrice Luigi Gomez    | 26   | Cebú         | Top 5              |                        | [ 23 ] [ 24 ] |
| 2022 | Silvia Celeste Cortesi  | 25   | Pásay        | No clasificó       |                        | [ 25 ] [ 26 ] |
| 2023 | Michelle Dee            | 28   | Macati       | Top 10             |                        |               |
| 2024 | Chelsea Manalo          | 24   | Mecabayan    | Top 30             |                        | [ 27 ]        |

### Miss Charm Filipinas
| Año  | Candidata               | Edad | Ciudad natal | Posición alcanzada | Premios especiales | Ref.   |
| ---- | ----------------------- | ---- | ------------ | ------------------ | ------------------ | ------ |
| 2023 | Annabelle Mae McDonnell | 22   | Naawan       | Primera finalista  |                    | [ 28 ] |
| 2024 | Krishnah Marie Gravidez | 23   | Baguió       | Por competir       | Por competir       | [ 29 ] |

### Miss Supranacional Filipinas
| Año  | Candidata         | Edad | Ciudad natal | Posición alcanzada | Premios especiales                                                                                           | Ref.   |
| ---- | ----------------- | ---- | ------------ | ------------------ | --- | ------ |
| 2023 | Pauline Amelinckx | 27   | Tubigon      | Primera finalista  | - Ganadora del Supra Chat - Supra Influencer (Top 7) (Ganadora del Reto de YouTub) - Supra Fan Vote (Top 10) | [ 29 ] |

## Galería de ganadoras

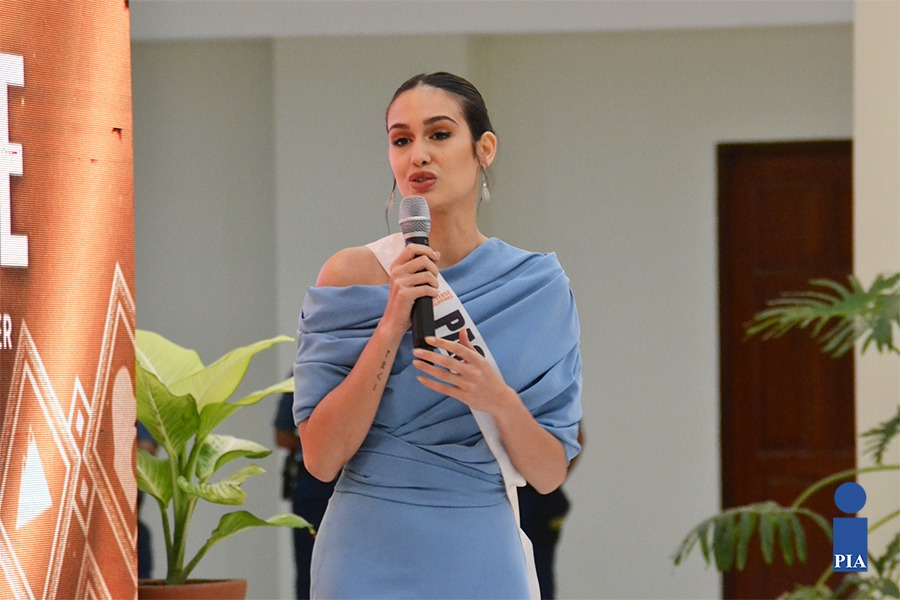
Miss Universo Filipinas 2022 Silvia Celeste Cortesi Pásay
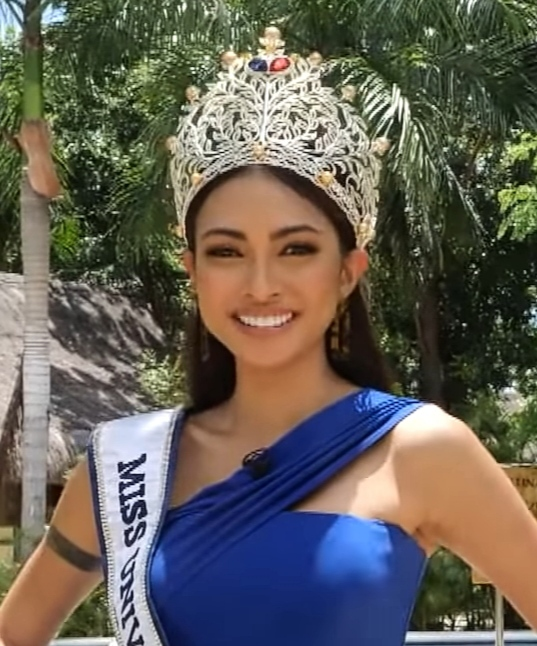
Miss Universo Filipinas 2021 Beatrice Luigi Gomez Cebú
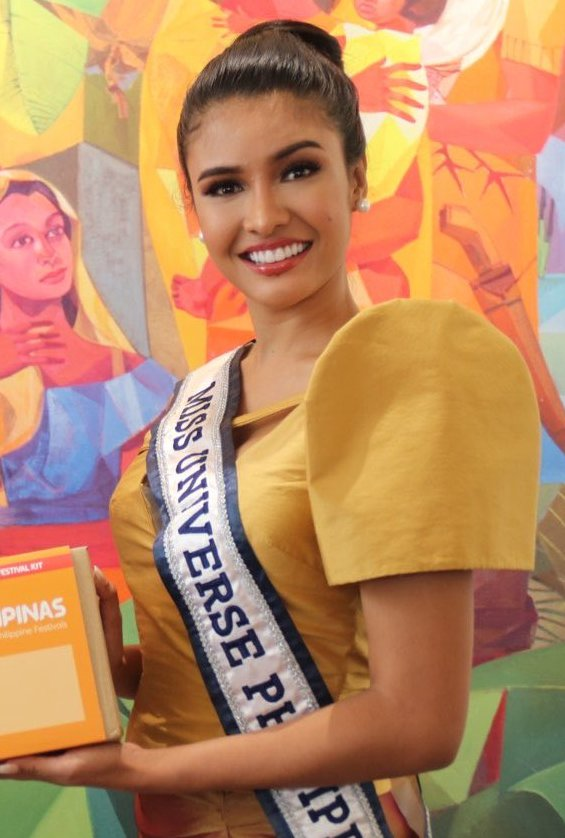
Miss Universo Filipinas 2020 Rabiya Mateo Ciudad de Iloílo